# Kurt Goller
Kurt Goller (* 16. Februar 1910 in Schömberg im Landkreis Freudenstadt; † 4. Juli 1990 in Karlsruhe) war ein deutscher Jurist. Er war von 1967 bis 1975 Präsident des Oberlandesgerichts Karlsruhe.
Kurt Goller studierte Rechtswissenschaften an der Eberhard Karls Universität Tübingen (Mitglied der Studentenverbindung Rothenburg), der Ludwig-Maximilians-Universität München und der Humboldt-Universität zu Berlin. Er war von 1936 bis 1939 als Richter und Staatsanwalt im Raum Tübingen tätig. Es folgte eine Unterbrechung seiner Justizlaufbahn durch Kriegsdienst und Kriegsgefangenschaft. Danach war er Richter am Amtsgericht Münsingen, am Landgericht Tübingen und am Oberlandesgericht Stuttgart. 1959 wurde er zum Direktor des Amtsgerichts Tübingen, im Dezember 1963 zum Landgerichtspräsidenten des Landgericht Ulm befördert.
Am 18. April 1967 wurde Goller zum Oberlandesgerichtspräsidenten in Karlsruhe ernannt. Mit dieser bewusst getroffenen Personalentscheidung, die erstmals einen Schwaben an die Spitze der badischen Justiz stellte, sollte das Zusammenwachsen der Landesteile gefördert werden.

## Quelle
- Ortwin Henssler, Werner Münchbach: Die Präsidenten nach 1945. In: Werner Münchbach (Hrsg.): Festschrift 200 Jahre Badisches Oberhofgericht – Oberlandesgericht Karlsruhe. Müller, Heidelberg 2003, S. 180.